# Simplicia (erebídeos)
Simplicia (Arctiidae) é um gênero de traça pertencente à família Arctiidae.